# Han Pingdi
Han Pingdi (né en 9 av. J.-C. et mort le 3 février 6) était un empereur de la dynastie des Han. Il monta sur le trône impérial à l'âge de 9 ans. Il succéda à son cousin Han Aidi qui était mort sans héritier.

## Régence, mariage et mort
Wang Mang fut nommé régent et sa puissance s’accrut grandement.
En 3 EC, Wang Mang désigna sa fille Wang comme épouse officielle de l'empereur.
Selon plusieurs historiens chinois, l'empereur aurait été empoisonné par Wang Mang. Son successeur, Han Ruzi alors âgé d'un an, fut choisi par Wang Mang.

Il fut enterré à Han Kangling (漢康陵) près de l’actuelle Xianyang au Shaanxi.